# Sauvagney
Sauvagney ist eine französische Gemeinde mit 194 Einwohnern (Stand: 1. Januar 2022) im Département Doubs in der Region Bourgogne-Franche-Comté.

## Geographie
Sauvagney liegt auf 208 m, etwa 13 Kilometer nordwestlich der Stadt Besançon (Luftlinie). Das Dorf erstreckt sich am südöstlichen Rand des Ognon-Tals, in der leicht gewellten Landschaft im äußersten Nordwesten des Département Doubs.
Die Fläche des 3,95 km² großen Gemeindegebiets umfasst einen Abschnitt des Ognon-Tals. Die westliche und nördliche Grenze verläuft entlang dem Ognon, der hier mit mehreren Windungen durch eine rund ein Kilometer breite, flache Talniederung fließt. Vom Flusslauf erstreckt sich das Gemeindeareal nach Südosten über die Talaue bis in die angrenzende leicht gewellte Landschaft. Diese ist teils von Acker- und Wiesland, teils von Wald bestanden. Im Süden befindet sich das ausgedehnte Waldgebiet des Bois du Petit Bugnoz. Auf einer Kuppe in diesem Wald wird mit 251 m die höchste Erhebung von Sauvagney erreicht.
Nachbargemeinden von Sauvagney sind Chambornay-lès-Pin im Norden, Cussey-sur-l’Ognon im Osten, Les Auxons und Moncley im Süden sowie Vregille im Westen.

## Geschichte
Im späten Mittelalter (16. Jahrhundert) bildete Sauvagney eine eigene kleine Herrschaft. Zusammen mit der Franche-Comté gelangte das Dorf mit dem Frieden von Nimwegen 1678 definitiv an Frankreich.

## Sehenswürdigkeiten
Die Dorfkirche von Sauvagney wurde 1770 in der Form eines lateinischen Kreuzes erbaut. Sie besitzt zwei Seitenkapellen, eine reich skulptierte Kanzel, die aus der Chapelle du Refuge in Besançon hierher transferiert wurde, und eine Madonnenstatue aus dem 16. Jahrhundert. Der Glockenturm wurde 1821 hinzugefügt. Im Dorf befinden sich drei ehemalige Herrschaftssitze aus dem 17. bis 19. Jahrhundert.

ehemalige Herrschaftssitze in Sauvagney
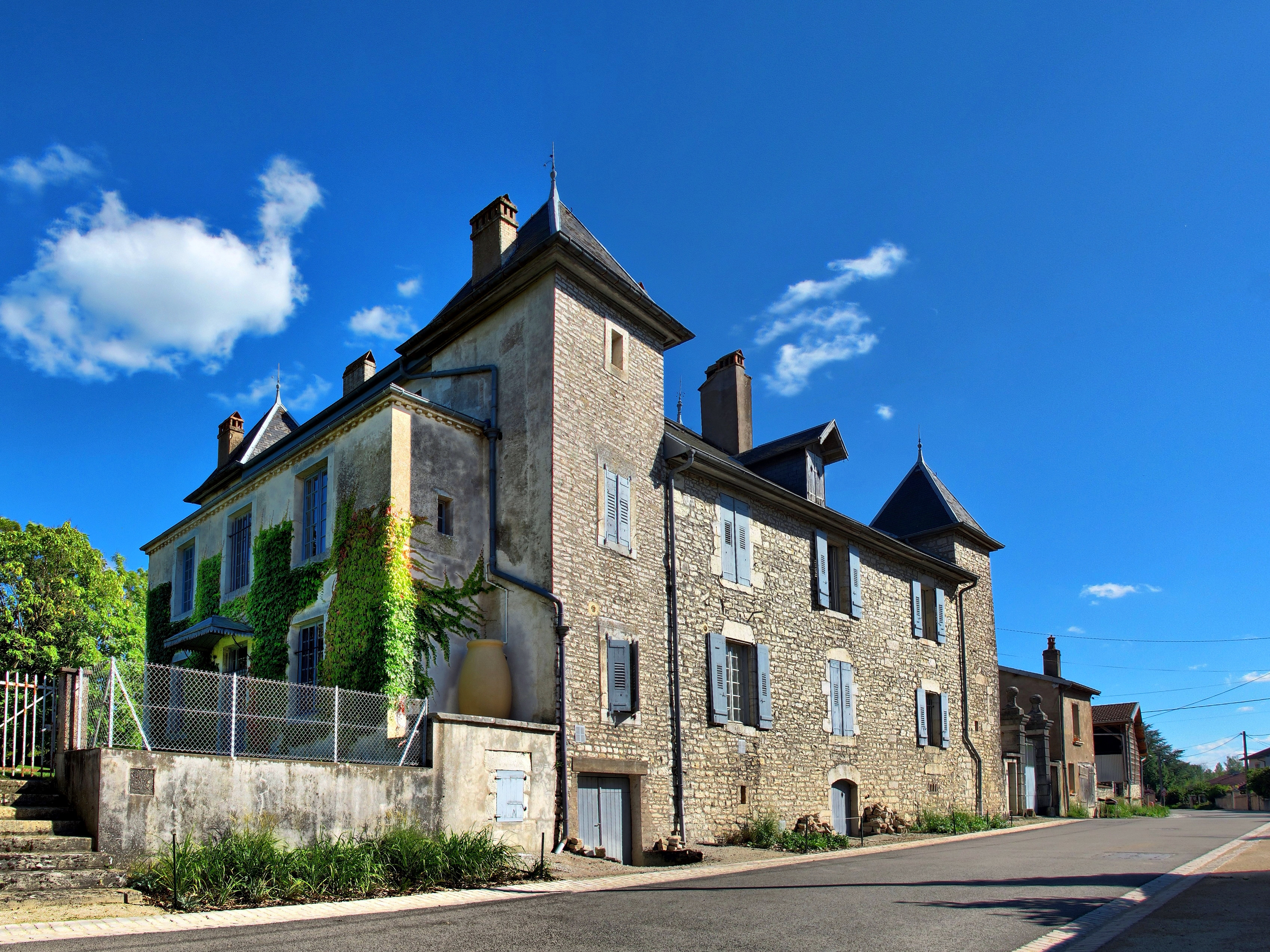
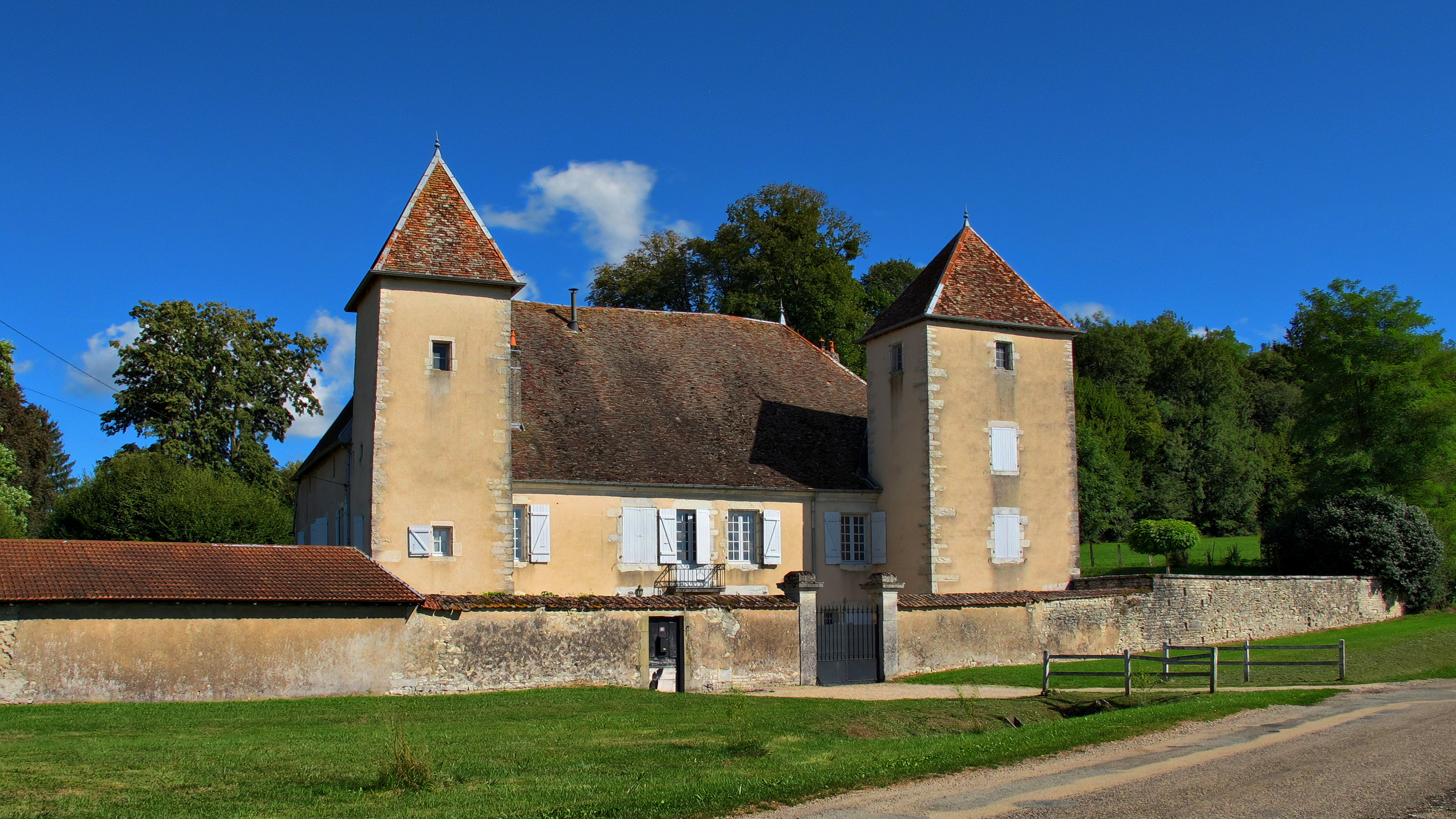

## Bevölkerung
| Jahr                       | 1962 | 1968 | 1975 | 1982 | 1990 | 1999 | 2005 | 2016 |
| Einwohner                  | 83   | 98   | 107  | 119  | 148  | 165  | 157  | 185  |
| Quellen: Cassini und INSEE |      |      |      |      |      |      |      |      |

Mit 194 Einwohnern (Stand 1. Januar 2022) gehört Sauvagney zu den kleinen Gemeinden des Départements Doubs. Nachdem die Einwohnerzahl in der ersten Hälfte des 20. Jahrhunderts stets im Bereich zwischen 80 und 120 Personen gelegen hatte, wurde seit Mitte der 1970er Jahre ein leichtes Bevölkerungswachstum verzeichnet.

## Wirtschaft und Infrastruktur
Sauvagney war bis weit ins 20. Jahrhundert hinein ein vorwiegend durch die Landwirtschaft (Ackerbau, Obstbau und Viehzucht) und die Forstwirtschaft geprägtes Dorf. Daneben gibt es heute einige Betriebe des lokalen Kleingewerbes. Mittlerweile hat sich das Dorf auch zu einer Wohngemeinde gewandelt. Viele Erwerbstätige sind deshalb Wegpendler, die in der Agglomeration Besançon ihrer Arbeit nachgehen.
Die Ortschaft liegt abseits der größeren Durchgangsstraßen an einer Departementsstraße, die von Moncley nach Chambornay-lès-Pin führt. Der nächste Anschluss an die Autobahn A36 befindet sich in einer Entfernung von ungefähr 13 Kilometern.